# 布里迪王朝
布里迪王朝（1104–1154），是中世纪一个突厥化的穆斯林王朝，统治范围包含大马士革城及其周边地区，最后被赞吉王朝所吞并。

## 历史

### 创立
1095年，占据大马士革的塞尔柱帝国统治者突突什一世所率军队在雷伊之战中被打败，他本人被斩首示众于巴格达。突突什一世的两个儿子杜卡克和拉德万分别继承了大马士革和阿勒颇。
1104年，大马士革的统治者杜卡克去世，杜卡克的随从托特金在杜卡克临死前被指派给突突什二世，继续担任大马士革的总督。不久之后，托特金就迎娶了杜卡克的遗孀，突突什二世的权力名存实亡。很快，托特金就废黜了突突什二世的王位，另立杜卡克的小儿子巴克塔什（Baqtash）。于是托特金成为大马士革的实际统治者，并将失去价值的巴克塔什驱逐出大马士革，正式建立了他自己的王朝，并以他的儿子布里为名，是为布里迪王朝。
之后巴克塔什在布斯拉统治者艾泰金（Aitekin）的支持下，试图推翻新建的布里迪王朝，却被托特金的军队一举击溃，迫使巴克塔什不得不逃往耶路撒冷寻求鲍德温一世的帮助，却一无所获。

### 十字军东征
在王朝早期，由于托特金向黑衣大食（阿拔斯王朝）进贡了价值可观的礼物，穆斯塔齐尔决定不插手其统治。1125年，布里迪与阿勒颇联军在阿扎兹之战中被鲍德温二世所属十字军击败。在次年春天的马贾尔-萨法战争中，托特金不得不再次抗击，率军抵抗乘胜追击至距离大马士革仅三十公里的马贾尔-萨法的鲍德温二世。尽管托特金再次被打败，他麾下的弓箭手一举重创鲍德温的日耳曼军队。此举迫使十字军休养生息，暂时停止攻势，也使得托特金成功保护了大马士革城不受十字军的侵害。
1128年2月，托特金去世，他的儿子布里顺势成为布里迪王朝第二任统治者。此时，阿萨辛开始密谋帮助十字军夺取大马士革，不想已经被发现。鲍德温二世忽视了阴谋已经被曝光的消息，坚持率军攻打大马士革，直到1129年年底依旧无法攻克城池，不得不撤军。此后直到第二次十字军东征结束，布里迪王朝仍然掌控着大马士革城。

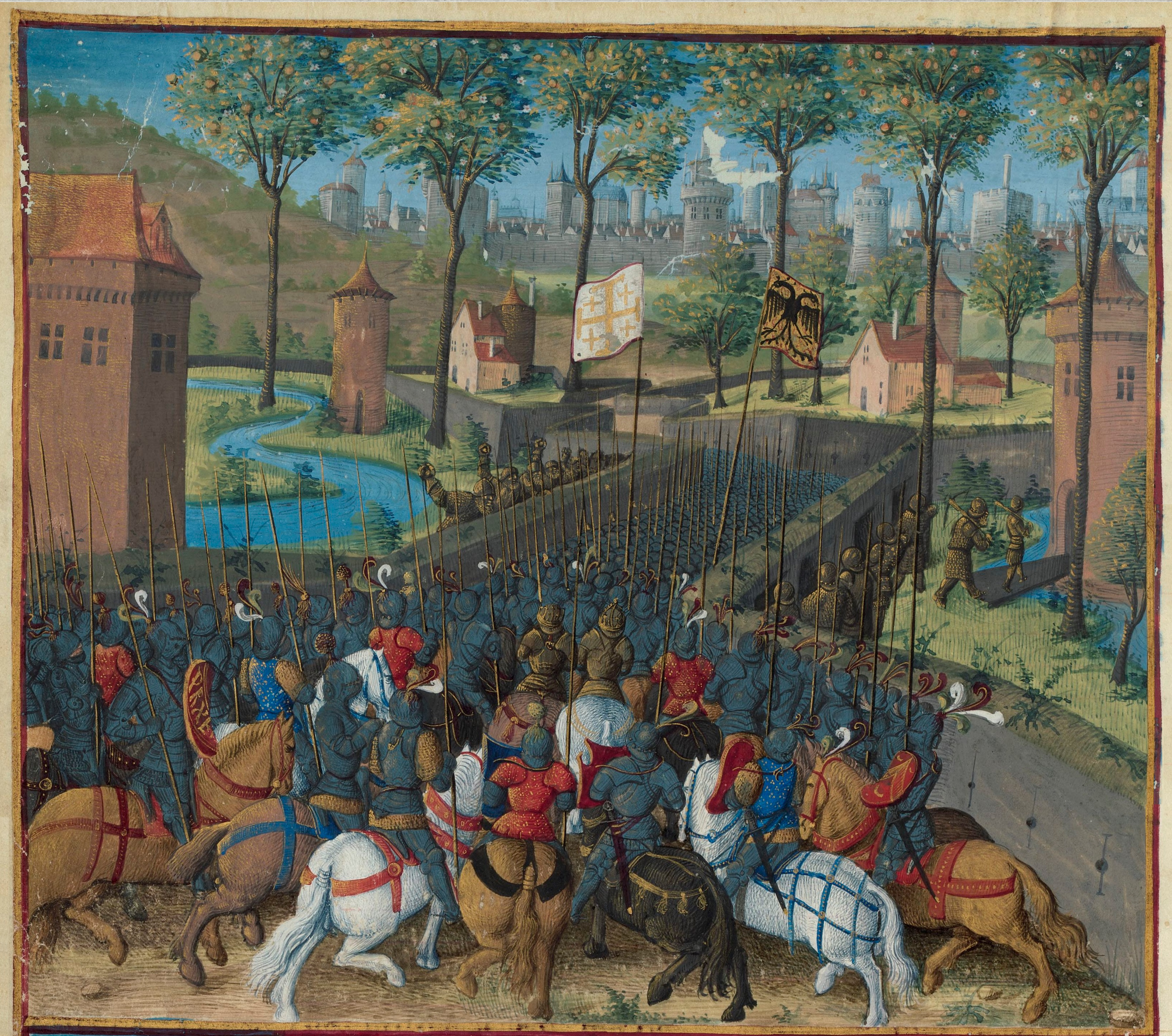
第二次十字军东征攻打大马士革

1132年，由于刺客留下的旧伤再次裂开，布里不治身亡。布里的三个儿子，依市玛耳、马哈茂德和穆罕默德互相争权，最后依市玛耳依靠成功刺杀他的两个兄弟取得王位。至1140年，大马士革总督乌讷尔成为实权统治者，在他的统治时期，努尔丁成为了阿勒颇赞吉王朝统治者。尽管乌讷尔对于努尔丁所拥有的力量十分忌惮，也不想为了努尔丁而冒犯到耶路撒冷的十字军盟友，他依旧遵从着他自己所制定的友好策略，并未对努尔丁表露敌意。随后于1147年，乌讷尔在和努尔丁达成了双边条约的同时，巴格达的穆克塔菲二世承认了他的合法统治权。而为了巩固大马士革和阿勒颇的关系，努尔丁迎娶了乌讷尔的女儿伊斯玛丁为可敦。
此时，布里迪王朝的藩属之一，统治布斯拉和塞勒海德的阿尔屯塔什和乌讷尔发生了极大的矛盾。因此阿尔屯塔什以交出他掌控的这两座城市为代价换取了鲍德温三世率军渡过约旦河攻打布里迪军队。在战争早期，鲍德温所部进展顺利，然而阿尔屯塔什的妻子寻求到了大马士革方面的援军，据城而守。鲍德温在权衡利弊之后决定退军，布里迪王朝在此战后，完全掌控了布斯拉及塞勒海德。
1148年初，第二次十字军东征开始，在耶路撒冷的鲍德温三世和圣殿骑士团决定以大马士革为目标。尽管有人认为布里迪王朝是十字军抵抗赞吉王朝的盟友，在圣殿骑士团的副团长罗伯特·德·克拉恩及医院骑士团的副团长雷蒙德的支持下，鲍德温坚持想要攻打他们的“圣城”大马士革。十字军此次在提比里亚聚集了近五万军队，并经由巴尼亚斯进军大马士革。这个消息很快就被传播到了大马士革，尽管乌讷尔十分不情愿看到赞吉王朝的势力会渗入大马士革地区，他依旧向努尔丁求援，以求打退十字军的进犯。
1148年7月23日，十字军抵达了大马士革并在次日发起了进攻。随着战争进入胶着状态，前来救援的的赞吉军队切断了十字军的后勤道路，这使得很多将领放弃继续攻打大马士革，鲍德温三世不得不撤退。尽管此次战争只持续了四天，乌讷尔却不得不根据条约，宣称前来援助的努尔丁为其宗主。
后来乌讷尔率军多次攻打十字军领地，在1149年和鲍德温三世达成持续两年的和平协议。随后乌讷尔再次结盟努尔丁，共同侵略安条克公国并在因阿布之战中大败敌军。
刚刚回到大马士革，乌讷尔就因痢疾去世，他的女婿穆吉尔丁·阿巴克继承了他的权力，并成为新的统治者。

### 衰败
1150年，赞吉王朝承认阿巴克为大马士革的合法统治者。然而于1151年，阿巴克为针对布斯拉而选择与十字军结盟，这使得努尔丁十分愤怒。即使阿巴克在月后便前往阿勒颇向努尔丁宣誓效忠，也未解决双方的冲突。在此后的数年中，大马士革持续衰落。尽管在1153年阿巴克与努尔丁联军攻下了十字军在巴尼亚斯的堡垒，仅仅一年后，努尔丁在城内不堪压迫的民众的帮助下，武力夺取大马士革，结束了布里迪王朝的统治。

## 历任君主
- 扎哈尔丁·托特金（英语：Toghtekin）（英语：Zahir-ud-din Toghtekin，波斯語：‎），1104-1128在位
- 塔吉木鲁克·布里（英语：Taj al-Muluk Buri）（英语：Taj-ul-Mulk Buri，波斯語：‎），1128-1132在位
- 沙姆苏穆克·伊斯玛耳（英语：Shams-ul-Mulk Isma'il，波斯語：‎），1132–1135在位
- 沙哈布丁·马哈茂德（英语：Shihab-ud-din Mahmud，波斯語：‎），1135-1139在位
- 贾马鲁丁·穆罕默德（英语：Jamal-ud-din Muhammad，波斯語：‎），1139-1140在位
- 穆因纽丁·乌讷尔（英语：Mu'in-ud-din Unur，波斯語：‎），1140-1149摄政
- 穆吉尔丁·阿巴克（英语：Mujir ad-Din Abaq，波斯語：‎），1140-1154在位